# Josef Schieszl
Josef Schieszl (30. dubna 1876 Ždánice na Moravě – 10. března 1970 Praha) byl český a československý politik, člen realistické strany a České strany pokrokové, poslanec Revolučního národního shromáždění za Českou státoprávní demokracii, respektive Československou národní demokracii, a pracovník Kanceláře prezidenta republiky T. G. Masaryka (vedoucí politického odboru).

## Život

### Život do roku 1918
V roce 1884 přesídlili jeho rodiče ze Ždánic do Bučovic. Zde navštěvoval obecnou školu. V letech 1889-1897 studoval na českém gymnáziu v Brně. Jeho spolužákem zde byl pozdější politický kolega z národně demokratické strany František Sís nebo archeolog Karel Absolon. Po maturitě odešel na českou univerzitu v Praze, kde vystudoval práva.
V roce 1899 stal stenografem v advokátní kanceláři doktora Antonína Schauera. Pak na Schauerovo doporučení získal práci v advokátní komoře, počátkem 20. století se stal jejím tajemníkem; zůstal zde až do roku 1920. Působil i jako pražský dopisovatel Moravských rozhledů a publikoval i v jiných periodikách. Patřil do hnutí realistů a angažoval se v realistické straně v roce 1905 byl jedním z aktérů aféry, při níž byl ze strany vyloučen Jan Herben. Okolo roku 1905 dojednával vznik České strany pokrokové.
Za první světové války se mu podařilo díky přímluvě známých uniknout bojovému nasazení. V roce 1915 ho Edvard Beneš vyzval, aby se připojil k zahraničnímu odboji, ale Schieszl odmítl.

### Život po roce 1918
V roce 1918 se podílel na zformování České státoprávní demokracie jako nové politické formace sdružující národně-liberální proudy v českých zemích. Za tuto stranu byl pak vyslán jako zástupce do Národního výboru československého do Zemské hospodářské rady a v říjnu 1918 i do Revolučního národního shromáždění. Na mandát rezignoval v lednu 1920. Profesí byl sekretářem advokátní komory. V rámci České státoprávní demokracie, transformované na Československou národní demokracii pak představoval levicové křídlo (podobně jako Karel Engliš nebo Jaroslav Stránský) a odmítal konfrontační tón Karla Kramáře nebo Viktora Dyka.
K 1. srpnu 1920 vstoupil do služeb Kanceláře prezidenta republiky a ukončil své členství v národně demokratické straně; nepodílel se pak už na stranické politice. Definitivně se ovšem s touto stranou rozešel až ve 30. letech, kdy se transformovala v ostře nacionalistické Národní sjednocení. Publikoval i nadále v denním tisku, nicméně pod pseudonymem, aby jeho názory nemohly být spojovány s úřadem prezidenta. V té době vedl rozsáhlou korespondenci s publicistou Ferdinandem Peroutkou
V roce 1926 Kancelář prezidenta republiky dočasně opustil, protože byl jmenován ministrem sociální péče v druhé vládě Jana Černého a zároveň správcem resortu veřejného zdravotnictví a tělesné výchovy. Dokonce se o něm uvažovalo jako o předsedovi této úřednické vlády. Po skončení ministerského mandátu se vrátil do služeb prezidenta republiky Tomáše Garrigua Masaryka. V roce 1935 byl přítomen jeho oficiální abdikaci.
Po nástupu druhé republiky požádal v listopadu 1938 o dovolenou a v lednu 1939 trvale Kancelář prezidenta republiky opustil. Za války byl dvakrát vyslýchán okupačními úřady, žil ale mimo politické dění. V květnu 1945 se zúčastnil uvítání prezidenta Beneše při jeho návratu do ČSR, do politiky se však už nevrátil.
Jeho manželkou byla od roku 1907 Ludmila, dcera profesora Jana Gebauera.
Komunistickým režimem byl po roce 1948 šikanován, jako zastánce idejí Masarykových, až do odnětí penze. Byl také vystaven nátlaku na odevzdání bytu v Tiché ulici na Smíchově, kde prožil téměř všechna léta po svém příchodu do Prahy. Zemřel roku 1970 v Praze a byl pohřben do rodinné hrobky Gebauerových na Vinohradském hřbitově.

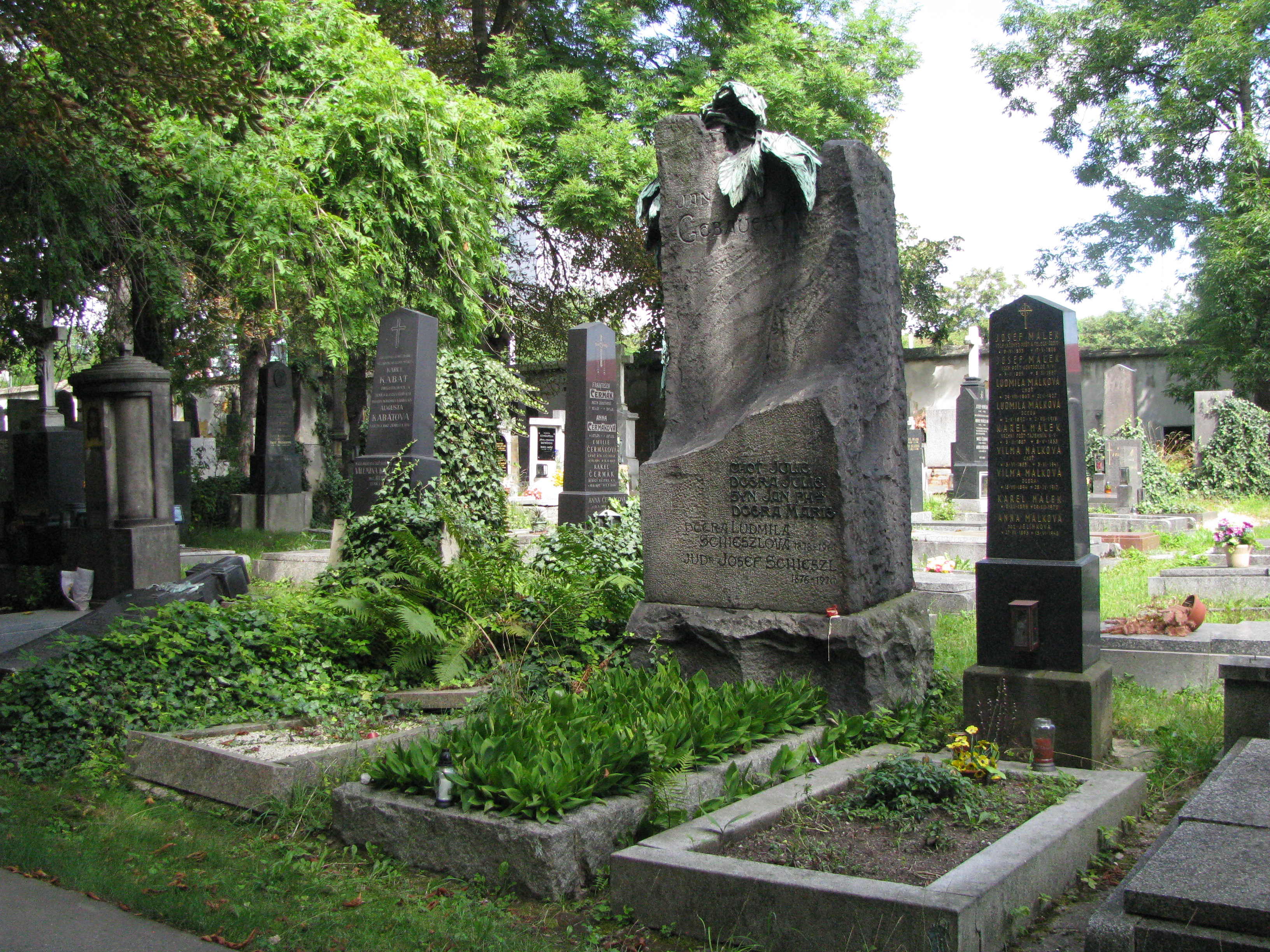
Hrob rodiny Gebauerovy a Schieszlovy na Vinohradském hřbitově v Praze